# Средно училище „Нешо Бончев“
Средното училище „Нешо Бончев“ е продължител на тривековната просветителска традиция в град Панагюрище. Носи името на възрожденеца и пръв български литературен критик Нешо Бончев.
От 1752 година в Панагюрище съществува килийното училище на поп Петър. През септември 1839 година отваря врати светско училище с преподаване по взаимната метода „Света Троица“. С това се поставя началото на 170-годишната история на светското образование в Панагюрище, приемник на което се явява Средното общообразователно училище „Нешо Бончев“. Отец Атанасий Чолаков изпраща покана до учителите в съседните села. Измежду тях са Найден Геров и Йоаким Груев. Поканени са да присъстват на годишния изпит в неговото училище, назначен за 16 юли 1850 г. Поканата е изпратена на 7 юли същата година.
В периода 1848 – 1851 година взаимното училище благодарение на усилията на Атанасий Чолаков прераства в класно. Главен учител в Панагюрище в годините мезду 1872 и 1873 е копривщенецът Найден Попстоянов, който полага началото за образуване на женското дружество „Надежда“. Попстоянов и неговият помощник в това дело Искрьо Мачев създават първи гимназиален клас в Панагюрското класно училище, въздигнато в гимназия през 1914 – 1915 г., носеща името Нешо Бончев от 1946 година. От 1950 – 1951 година училището е Единно средно училище, а от 1963 – 1964 година е Средно политехническо училище, от 1982 година се преименува в Единно средно политехническо училище. През 2005 г. учебното заведение става член на „Асоциацията на Кеймбридж училищата“.
От „Общо школо“ през 1839 г. се отделя Новото мъжко училище, а сградата, построена за неговите нужди е по проект на Неофит Рилски (26 април 1839). През 1843 год. в Панагюрище е построено и открито девическо училище. Първи учители в него са били монахини, а по-късно известни светски учители са: Стойна Дудекова, Милка Узунова, Добра Томова, Пелегия Нанчева, Райна Княгиня, първата учителка с педагогическо образование в града и др. Трикласното девическо училище и мъжкото се сливат в началото на учебната 1899 – 1900 г. поради закриване на девическото училище.

## Известни преподаватели
- Найден Попстоянов
- Искрьо Мачев
- Райна Попгеоргиева
- Павел Бобеков
- Нешо Бончев
- Недьо Горинов
- Марин Дринов
- Георги Зафиров